# 행상 (불교)
행상(行相, 산스크리트어: ākāra)은 마음 혹은 마음작용에 나타난 형상(形相)을 말한다. 달리 말하면, 소연(所緣, alambana) 즉 인식대상에 대해 마음 또는 마음작용이 가지는 그 인식대상에 대한 형상 즉 이미지를 말한다. 즉, 마치 거울에 사물이 비추이듯이 가지게 되는 이미지 즉 마음 또는 마음작용이 가지는 영상(影像)을 말한다. 또는 이러한 영상을 가지는 마음 또는 마음작용의 인식작용 또는 이러한 영상을 가진 마음 또는 마음작용의 인식상태를 말한다.
한편, 행상(行相)은 예를 들어 4제 16행상(四諦十六行相)의 경우처럼, 단순히 부분 · 세부[局部] 또는 측면[相狀]을 뜻하기도 한다. 이 뜻은 마음에 나타난 형상(形相) 또는 마음의 인식작용이라는 의미에서의 행상(行相)과는 구분하여야 한다. 이 문서의 이하의 내용은 마음에 나타난 형상(形相) 또는 마음의 인식작용의 의미에서의 행상(行相)에 대해 다룬다.
행상(行相)에서 행(行)은 행해(行解)를 뜻하고, 상(相)은 상모(相貌) 즉 마음 또는 마음작용 위에 나타난 이미지 즉 형상(形相)을 뜻한다. 행해는 소연 즉 인식대상에 대해 마음 또는 마음작용이 이미지 즉 형상(形相)를 가진 후, 마음이 마음작용과의 협동 작업하에 그 이미지 즉 형상(形相)을 요별하여 환히 아는 것을 말한다. 그리고 마음이 번뇌에 덮여있는 상태, 말하자면, 거울에 때가 낀 상태에서 가지는 이러한 앎 즉 요별로서의 행해를 깨달음(무루혜)과 구분하여, 행해를 알음알이라고도 한다. 한편, '안다'는 뜻의 한자어 지(知, 산스크리트어: vit)를 알음알이라고 번역하기도 한다.

## 부파불교와 대승불교에서의 정의
행상(行相)이 사물의 형상 · 모습 또는 영상이라는 점에서는 부파불교와 대승불교의 견해는 일단 일차적으로는 일치한다. 하지만, 마음과 사물의 관계에 있어서 사물 중심의 객관중심주의의 입장에 서있는 부파불교와 마음 중심의 주관중심주의의 입장에 서있는 대승불교는 행상을 정의함에 있어 차이가 있다.
부파불교에서는 객관의 사물이 주관인 마음 위에 비친 영상(影像)을 행상이라고 한다. 즉, 마음이 비친 객관의 모습 또는 지각된 대상의 모습을 행상이라고 한다.
이에 비해 대승불교에서는 객관의 사물이 주관인 마음 위에 비친 영상(影像)을 인식하는 작용을 행상이라고 한다. 즉 객관에 대한 주관의 인식 상태를 행상이라 한다. 즉 인식작용 즉 견분(見分) 즉 상분(相分)에 대한 작용(作用)인 능취분(能取分)을 행상이라 한다. 달리 말하면, 대승불교에서는 마음에 비친 대상의 영상이란 마음과 분리된 별도의 실체가 단순히 마음에 비추인 것이 결코 아니며 그렇다고 해서 그 사물과는 별도로 완전히 마음에 의해 조작되어 형성된 것도 아닌 것으로 본다. 이것은 기본적인 세계관 또는 인식론의 차이에 따른 것인데, 객관 세계는 식의 전변이라는 유식의 입장에서 사물을 보기 때문에 대상과 마음이 불가분리(不可分離: 분리하려 하여도 분리할 수 없음)의 관계에 있다고 보는 것에서 기인한다. 간단히 말하면, 대승불교에서는 영상(影像)이란 객관의 사물과 주관의 인식 상태 또는 인식 작용과의 결합물이라고 본다.

## 유행상
부파불교의 설일체유부의 교학에는 유행상(有行相, 산스크리트어: sākāra)이라는 용어가 있는데,
이것은 '마음과 마음작용' 즉 '심 · 심소'를 통칭하는 유소의(有所依) · 유소연(有所緣) · 유행상(有行相) · 상응(相應)의 4가지 명칭들 가운데 하나이다.
유행상은 마음(심)과 마음작용(심소)이 모두 소연(所緣) 즉 인식대상[境: 6경]에 대해 '평등하게' 행상(行相)을 일으키는 것을 부각시켜 말하는 이름이다. 그리고 여기서 '평등'은 마음(심)과 마음작용(심소)이 인식대상에 대해 행상 즉 형상을 일으킬 때 마음과 마음작용이 서로 간의 관계에서 종속적인 관계로 형상을 일으키는 것이 아니라 동등한 관계에서 즉 마음과 마음작용이 평등하게 상호협력하면서 형상을 일으키는 것을 말한다.

## 상응과 행상
대승불교의 유식유가행파의 주요 논서인
《성유식론》에 따르면, 아뢰야식은 무시이래(無始以來)로부터 전의(轉依)를 증득하기 이전까지의 모든 지위[位]에서 항상 변행심소에 속한 촉(觸) · 작의(作意) · 수(受) · 상(想) · 사(思)의 5가지 마음작용과 상응(相應)하는데, 이들은 '두루 작용하는 마음작용[遍行心所]'이기 때문이다.
이 5가지 마음작용은 이숙식 즉 아뢰야식과는 그 행상(行相) 즉 인식작용 즉 견분이 다르다. 하지만 작용하는 때[時]가 동일하고[同], 의지처 즉 소의근[依]도 동일하며[同], 소연(所緣) 즉 인식대상 즉 상분은 비슷하고[等], 자체[事] 즉 자체분 즉 자증분도 비슷하다[等]. 이것을 전통적인 용어로 각각 시동(時同) · 의동(依同) · 소연등(所緣等) · 사등(事等)이라고 하며, 이들 4가지를 통칭하여 4의평등(四義平等)이라 한다. 그리고 어떤 2가지 법이 4의평등을 만족할 때 그 두 법을 상응(相應)한다고 말한다. 한편, 유식학에서는 마음과 마음작용의 행상 즉 인식작용 즉 견분이 다르다고 주장하는 데 반하여, 부파불교에서는 그것이 비슷하다고 본다. 이러한 이유로 4의평등에 행상등(行相等) 즉 유행상(有行相) 즉 행상평등(行相平等)을 추가한 5의평등(五義平等)을 말하며, 따라서 부파불교의 교학에서는 어떤 2가지 법이 5의평등을 만족할 때 그 두 법을 상응(相應)한다고 말한다.
유식유가행파의 교학에 따르면, 아뢰야식은 변행심소에 속한 촉(觸) · 작의(作意) · 수(受) · 상(想) · 사(思)의 5가지 마음작용들과 상응할 뿐, 나머지 다른 마음작용들과는 상응하지 않는다. 즉, 별경심소 · 선심소 · 번뇌심소 · 수번뇌심소 · 부정심소의 그 어느 마음작용과도 상응하지 않는다. 즉, 이들 마음작용과는 4의평등이 성립되지 않는다.

## 참고 문헌
- 곽철환 (2003). 《시공 불교사전》. 시공사 / 네이버 지식백과. |title=에 외부 링크가 있음 (도움말)
- 권오민 (2003). 《아비달마불교》. 민족사.
- 남수영 (1998). 〈'유식이십론'의 극미설 비판〉. 《인도철학 제7집》. 인도철학회. 민족사.
- 세친 지음, 현장 한역, 권오민 번역 (K.955, T.1558). 《아비달마구사론》. 한글대장경 검색시스템 - 전자불전연구소 / 동국역경원. K.955(27-453), T.1558(29-1). |title=에 외부 링크가 있음 (도움말)
- 오형근 (1988). 〈부파불교의 물질론 연구(I)〉. 《불교학보 제26집》. 동대불교문화연구원.
- 운허.  동국역경원 편집, 편집. 《불교 사전》. |title=에 외부 링크가 있음 (도움말)
- 호법 등 지음, 현장 한역, 김묘주 번역 (K.614, T.1585). 《성유식론》. 한글대장경 검색시스템 - 전자불전연구소 / 동국역경원. K.614(17-510), T.1585(31-1). |title=에 외부 링크가 있음 (도움말)
- (중국어) 星雲. 《佛光大辭典(불광대사전)》 3판. |title=에 외부 링크가 있음 (도움말)
- (중국어) 세친 조, 현장 한역 (T.1558). 《아비달마구사론(阿毘達磨俱舍論)》. 대정신수대장경. T29, No. 1558, CBETA. |title=에 외부 링크가 있음 (도움말)
- (중국어) 호법 등 지음, 현장 한역 (T.1585). 《성유식론(成唯識論)》. 대정신수대장경. T31, No. 1585, CBETA. |title=에 외부 링크가 있음 (도움말)